# Julius Bernhard von Rohr

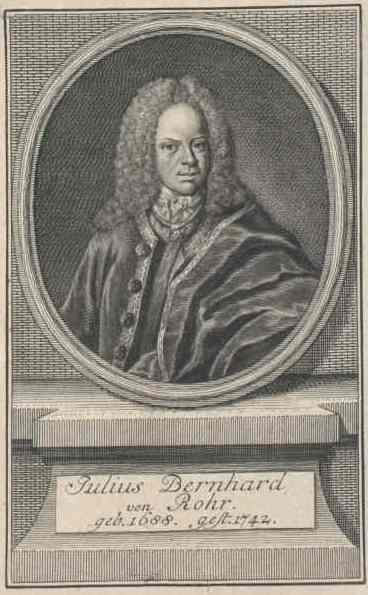
Julius Bernhard von Rohr, vor 1721

Julius Bernhard von Rohr (* 28. März 1688 in Elsterwerda; † 18. April 1742 in Leipzig) war sächsischer Kameralist, Naturwissenschaftler in der Frühzeit der Aufklärung und als Schriftsteller einer der bekanntesten Autoren der neueren deutschen Hausväterliteratur.

## Leben
Er war der Sohn des Juristen und Rittergutsbesitzers Julius Albert von Rohr (1647–1712) und der Christine geb. von Rohr. Auf dem väterlichen Gut Elsterwerda aufgewachsen und erzogen, besuchte er ab 1705 die Universität Leipzig, um Rechtswissenschaften zu studieren. Daneben hörte er u. a. auch naturwissenschaftliche Vorlesungen. Nach dem 1710 erfolgten Studienabschluss begab er sich auf mehrere Reisen nach Hamburg und zur Kaiserwahl nach Frankfurt am Main. 1712 kehrte er zur Fortsetzung der Studien nach Leipzig zurück, wo er eine zweite Dissertation vorlegte.
Nach dem plötzlichen Tod des Vaters, der wegen Schulden das Familien-Stammgut Elsterwerda veräußern musste, schlug er das Erbe aus und war nun gezwungen, sich einen eigenen Lebensunterhalt zu suchen. Er begann, Unterrichtsstunden zu geben und veröffentlichte mehrere Schriften. Da er öffentlich für Christian Wolff Partei ergriffen hatte, stand er im Verdacht, der Verfasser einer Schmähschrift gegen Nikolaus Hieronymus Gundling gewesen zu sein, was aber nicht der Fall gewesen sein soll. Dies erschwerte ihm jedoch seine Karriere, sodass er 1713 Kursachsen verließ und zeitweilig nach Holland und Hannover ging. 1714 kehrte er zurück und wurde zunächst Beisitzer in der Stifts- und Erblandsregierung Merseburg. 1726 wurde er in die Niederlausitz versetzt, die damals zum Herzogtum Sachsen-Merseburg gehörte. 1731 wurde er Kammerrat des Herzogs von Sachsen-Merseburg, und 1732 erwarb er eine Domherrenstelle beim Domkapitel Merseburg, was mit seiner Rückversetzung nach Merseburg verbunden war. 1738 trat er in den Ruhestand.
Nach einer sorgenvollen Beziehung zu einer Dame, der er in seinem Juristischen Traktat von dem Betrug bey den Heyrathen ein unrühmliches Denkmal setzte, heiratete er erst kurz vor seinem Tod Anna Rebekka Köhler. Aus dieser Ehe stammt der Sohn Julius Philipp von Rohr, der später Arzt in Halle (Saale) wurde.
Neben seinen kameralistischen und naturwissenschaftlichen Veröffentlichungen machte sich Julius Bernhard von Rohr vor allem mit seinen beiden zeitgenössischen Reiseführern für den Ober- und Unterharz einen bleibenden Namen.

## Schriften

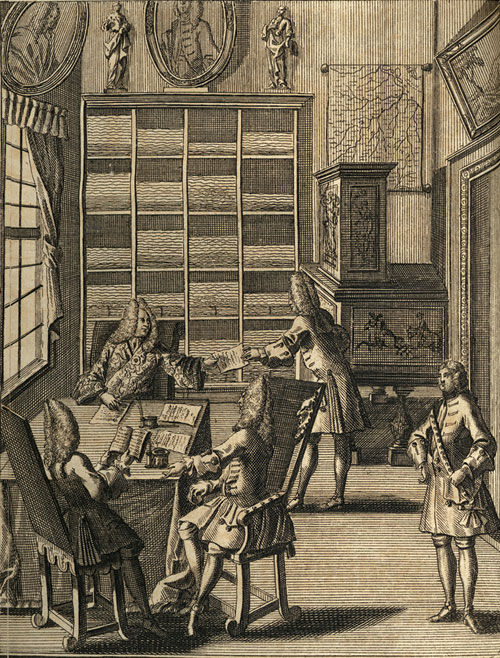
Amtsstube als Illustration zu Rohrs Rechtsberater Nöthiger und nützlicher Vorrath, 1719

- De retractu gentilitio filiorum in feudis. Dissertation, 1710
- De jure principum circa augendas et conservandas subditorum opos. Dissertation, 1712
- Der Mathematischen Wissenschaft Beschaffenheit und Nutzen. 1713
- Unterricht von der Kunst der Menschen Gemüther zu erforschen. 1713 (Digitalisat)
- Compendieuse Haushaltungs-Bibliothek. 1716 (Ausgabe 1726: Digitalisat)
- Einleitung zur Staatsklugheit. 1718 (Digitalisat)
- Nöthiger und nützlicher Vorrath Von allerhand auserlesenen Contracten, Verträgen, Recessen, Bestallungen, ... und andern dergleichen Concepten, Die sowol bey der Hauß-Wirthschafft Ueberhaupt Als insonderheit bey dem Acker-Bau, der Vieh-Zucht, Jagd- und Forst-Sachen, Wasser und Fischereyen, Bierbrauen, Weinbau, Bergwercken ... vorzufallen pflegen ... Nach der Ordnung des vollständigen Haußhaltungs-Rechts. Leipzig 1719, (Digitalisat)
- Vollständiges obersächsisches Haußwirtschaftsbuch. Leipzig 1722.
- Physikalische Bibliothek. 1724
- Einleitung zur Ceremoniel-Wissenschafft Der Privat-Personen. Berlin 1728 (Digitalisat); 2. Aufl. 1730 (Digitalisat)
- Sächsisches und Brandenburgisches Land- und Hauswirtschaftsbuch. Nürnberg 1730.
- Einleitung zu dem allgemeinen Bürgerlichen Recht. Nürnberg 1731.
- Haushaltungsrecht. 1732.
- Einleitung zur Ceremoniel-Wissenschafft der großen Herren. Berlin 1733 (Digitalisat)
- Geographische und Historische Merckwürdigkeiten des Vor- oder Unter-Hartzes: Welche von denen Fürstenthümern Blanckenburg und Hartzgerode, dem Stifft Quedlinburg, den Grafschafften Manßfeld, Stollberg und deren Städten, Flecken, Schlössern, ehemahligen Clöstern, alten Ruderibus, Bergwercken, notablen Bergen, Flüssen, Seen auch andern Naturalibus, sowohl in Ansehung derer ehemahligen als itzigen Zeiten mancherley besonders in sich fassen; Meistentheils durch genaue Bemerckung dessen, was man selbst in Augenschein genommen, ausgearbeitet. Frankfurt 1736 (2. Auflage 1748)
- Juristischer Tractat von dem Betrug bei den Heyrathen. 1736 (Digitalisat)
- Geographische und Historische Merckwürdigkeiten des Ober-Hartzes: Welche von denen In dem Fürstenthum Grubenhagen gelegenen Oertern des Ober-Hartzes, den Graffschafften Hohenstein und Stolberg, der Reichs-Stadt Goßlar, wie auch einigen angrentzenden Gegenden und deren Städten, Flecken, Schlössern, ehemaligen Clöstern, alten verfallenen Gebäuden, Bergwercken, besondern Bergen, Höhlen, Flüssen, Seen, Gesund-Brunnen auch andern Naturalien, Ingleichen von denen in dem Hartze bey den Bergbau und Ertzen vorkommenden Machinen, Mühlen und Oefen, wie auch dem Müntzwesen mancherley besonders in sich fassen; Meistentheils durch genaue Bemerckung dessen, was man selbst in Augenschein genommen, ausgearbeitet. Frankfurt/Leipzig 1739.